# 季莫諾維奇
52°17′42″N 32°25′30″E / 52.29500°N 32.42500°E
季莫諾維奇（烏克蘭語：Тимоновичі），是烏克蘭北部的村莊，隸屬切爾尼希夫州的諾夫霍羅德-錫韋爾斯基區。該村始建於1620年，面積1.28平方公里，海拔高度152米，2001年人口497，人口密度每平方公里388.3人。